# Museo storico dei granatieri di Sardegna
Il Museo storico dei Granatieri di Sardegna si trova in piazza Santa Croce in Gerusalemme 7 a Roma.

## Storia
L'idea di raccogliere tutti i reperti storici dei granatieri di Sardegna venne nel 1899 al comandante del reggimento Secondo Vandero, quando l'unità era di stanza a Piacenza. L'anno seguente il colonnello Cesare Confalonieri ebbe la stessa idea e la realizzò nella nuova sede di Parma. Con il trasferimento della brigata a Roma, le due raccolte furono riunite il 5 marzo 1903 in alcuni locali della caserma Ferdinando di Savoia presso la Stazione Termini. L'iniziativa ricevette subito molto sostegno, grazie anche all'appoggio dei regnanti italiani dell'epoca.
Già nel 1912, per la quantità dei materiali raccolti, si ritenne opportuno trovare una nuova sistemazione per il museo e si suggerì come nuova sede la caserma Umberto I di piazza Santa Croce in Gerusalemme.
Lo spostamento fu poi rinviato a causa della prima guerra mondiale, ma nel 1920 il comune di Roma deliberò la donazione dell'area di Santa Croce precedentemente individuata. La posa della prima pietra dell'edificio avvenne il 3 giugno 1922 in presenza del re Vittorio Emanuele III ed il museo, realizzato su progetto del tenente dei granatieri Francesco Leoni, fu inaugurato il 3 giugno di due anni dopo alla presenza dei Savoia.
Nel corso della seconda guerra mondiale scampò al bombardamento di San Lorenzo del 19 luglio 1943.
Dal 1986, a seguito di decreto del presidente della Repubblica, il museo è gestito direttamente dal Ministero della Difesa ed ha assunto lo statuto di Reparto della Brigata meccanizzata "Granatieri di Sardegna".

## Descrizione
Il museo si suddivide in 15 sale che contengono armi di varia provenienza, sia italiana sia straniera, nonché materiale fotografico relativo alla Grande Guerra, le motivazioni delle assegnazioni delle medaglie d'oro al valor militare conferite ai granatieri, planimetrie dei luoghi ove essi combatterono, bandiere e oggetti personali donati dai granatieri stessi o dalle loro famiglie. Inoltre sulle pareti sono incisi a lettere d'oro i nomi di 8.500 granatieri caduti in tutte le guerre.
L'itinerario si sviluppa illustrando i periodi più significativi della storia del corpo militare, partendo dalla sua fondazione avvenuta nel 1659 fino al 1870.
Esso prosegue nei ricordi storici delle guerre coloniali di Eritrea (1896) e Libia (1911-1912), mentre la sala d'armi conserva esemplari di armi strappate al nemico durante la prima guerra mondiale e cimeli delle campagne di Albania, Grecia e Jugoslavia.
L'itinerario prosegue nella sala riservata alla guerra di Spagna (1936-1939) e Jugoslavia (1941-1943) ed in quella che conserva la memoria della partecipazione dei granatieri alla Resistenza.
Al primo piano è il salone d'onore dedicato ai regnanti della Casa Savoia, sostenitori del corpo dei granatieri sin dalla sua istituzione. Due sale dedicate alla guerra italo-etiopica, una sala dedicata al tenente Guido Zanetti ed una riservata alle bandiere di guerra del corpo completano il museo.